# Dội bom tình yêu

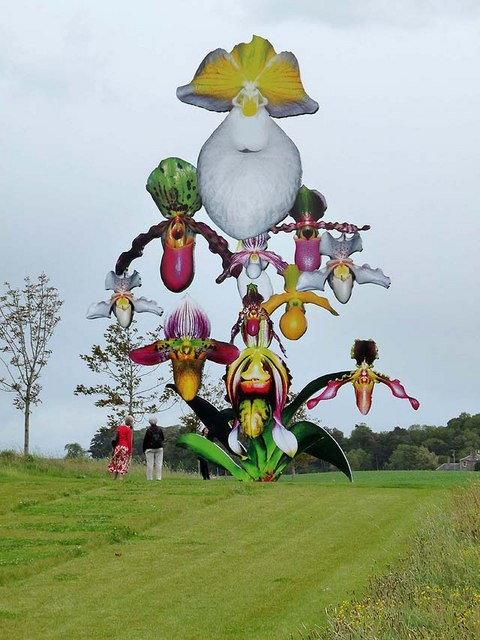
Tạo hình Love Bomb (dội bom tình yêu)

Dội bom tình yêu hay đánh bom tình yêu (Love bombing) là một nỗ lực nhằm ảnh hưởng lên một người bằng cách thể hiện sự chú ý và tình cảm dành cho người đó, thủ thuật có thể được sử dụng theo nhiều cách khác nhau và cho mục đích tích cực hoặc tiêu cực. Các nhà tâm lý học đã xác định việc dội bom tình yêu (đánh bom tình yêu) có thể là một phần của chu kỳ lạm dụng và đã cảnh báo chống lại điều đó. Nó cũng được mô tả là thao túng tâm lý nhằm tạo ra cảm giác đoàn kết trong một nhóm chống lại một xã hội được coi là thù địch. Đây cũng là hành động thao túng tâm lý khi một người thể hiện tình cảm cuồng nhiệt đến đối phương, tựa như dội bom, khi cả hai chỉ mới gặp gỡ, hẹn hò như thường xuyên tâng bốc đối phương, tặng quà có giá trị cao, hay đưa ra nhiều lời hứa hẹn về tương lai.

## Đại cương
Vào năm 2011, nhà tâm lý học lâm sàng Oliver James đã ủng hộ việc đánh bom tình yêu trong cuốn sách Đánh bom tình yêu: Đặt lại bộ điều chỉnh cảm xúc của con bạn như một phương tiện để các bậc cha mẹ khắc phục vấn đề tình cảm ở con cái họ. Cụm từ "dội bom tình yêu" được các thành viên của Giáo hội Thống Nhất ở Hoa Kỳ đề ra trong những năm 1970 cụm từ được dùng để mô tả chiến lược thu hút tín đồ mới của một giáo phái cực đoan do Sun Myung Moon sáng lập, thường dùng lời lẽ ngọt ngào, cử chỉ thân mật để lôi kéo thành viên tiềm năng vào tổ chức của mình. Thủ thuật này và cũng được các thành viên của giáo phái Gia đình Quốc tế sử dụng như một phương pháp dẫn dụ truyền đạo. Giáo sư tâm lý học Margaret Singer đã báo cáo về khái niệm này. Nhồi bom tình yêu cũng là thủ thuật kiểm soát đáng sợ trong tình yêu có khả năng biến một mối quan hệ thành nỗi ám ảnh, một thủ thuật mà những kẻ ngược đãi, lạm dụng thường thực hiện để nhắm đến thao túng "con mồi". Những kẻ đánh bom thường dùng hàng tá những lời yêu thương và cử chỉ quan tâm đặc biệt để tạo nhằm tạo tình cảm tâm lý yêu từ cái nhìn đầu tiên khiến đắm chìm không thoát ra và sau khi đột ngột dừng các hành động quan tâm thì cảm thấy trống vắng và muốn tìm kiếm lại cảm giác trong giai đoạn đầu.